# Katie Leung
Katie Liu Leung (Motherwell, 12 augustus 1987) is een Schots actrice van Chinese afkomst. Leung is bekend geworden door haar rol in de Harry Potter-films. Ze werd uitverkoren uit vierduizend meisjes voor de rol van Cho Chang, het meisje op wie Harry Potter (gespeeld door Daniel Radcliffe) verliefd wordt.
Leung woont in de buurt van Glasgow met haar vader. Haar vader is geboren en opgegroeid in de voormalige Britse kroonkolonie Hongkong. Voorafgaand aan haar audities had ze nog geen acteerervaring.

## Filmografie
- 2006 Harry Potter and the Goblet of Fire
- 2007 Harry Potter and the Order the Phoenix
- 2008 Agatha Christie's Poirot
- 2011 Harry Potter and the Deathly Hallows Part 2
- 2017 The Foreigner
- 2022 Lego Star Wars: The Skywalker Saga